# بدش به من
«بدش به من» (به انگلیسی: Give It 2 Me) تک‌آهنگی از هنرمند اهل ایالات متحده آمریکا مدونا است که در سال ۲۰۰۸ میلادی منتشر شد. این تک‌آهنگ در آلبوم آب‌نبات سفت قرار داشت.
این تک‌آهنگ در چارت‌های در رتبهٔ اول قرار گرفت.